# Trad. Arr.
Albums de Gabriel Yacoub (ex-Malicorne)
Pierre de Grenoble
(1973) Elementary Level of Faith
(1987)
Trad. Arr. est le tout premier album studio en solo de Gabriel Yacoub publié sous son nom propre. Ce disque est sorti en mai 1978 alors que Gabriel faisait toujours partie du groupe Malicorne.

## historique
Le titre est l'abréviation de "traditionnel arrangements", l'album se voulant en effet une sélection de traditionnels tous arrangés (et adaptés) par Gabriel. 
 C'est aussi un clin d'œil aux crédits des titres de Pierre de Grenoble (le tout premier album solo de Gabriel sorti en 1973 et réalisé en duo avec son épouse d'alors Marie Yacoub) qui ont la particularité d'être tous signés "trad. arr. Gabriel Yacoub".

## Liste des titres
1. Dans la ville où je suis / La fille du boucher 6.51
2. Sandrine 3.00
3. Le galant noyé 2.23
4. Petite porcelette 5.53
5. La chasse 2.07
6. Mon père m'y marie / Le crapaud 4.58
7. Honoré mon enfant 3.36
8. Mon ami mon bel ami 4.58
9. Les trois petits frères de Pontoise 8.08
10. La tricotée 1.35

## Crédits
Tous titres (© 1978) Trad. / Adapt. arr. Gabriel Yacoub excepté :
- Le galant noyé & Les trois petits frères de Pontoise (© 1978) (Trad. / Adapt. Gabriel Yacoub / musique : Gabriel Yacoub)
- Mon père m'y marie / Le crapaud (© 1978) (Trad. / Adapt. arr. Gabriel Yacoub - musique : Gabriel Yacoub)
- Honoré mon enfant (© 1978) (Trad. / Adapt. Gabriel Yacoub)

Éditeur : Éditions Ballon noir
Arrangement de cordes sur Les trois petits frères de Pontoise par Jean-Daniel Mercier avec :
- Jean Lamy : viole de gambe
- Stéphane Wiener : viole d'amour
- Michel Cron : quinton

Enregistré pendant l'hiver 1978 au Studio Acousti, Paris, France par Nic Kinsey 
 Assistants : Michel Etchegaray, Richard Galled & Bruno Menny 
 Production : Hugues de Courson
Photo (recto) : Sergio Gaudenti 
 Photo (verso) : Christiane Yacoub 
 Graphisme : Albert Riou 
 Nouveau design pour le CD : Claude Cardot / Vélo
Merci : Christiane, Bruno, Richard, Michel, Jean-Daniel, Barry, Sergio, Jean-Pierre, Hughes, Rémi, Marie et… Nic
P et © 1978 Gabriel Yacoub / sous licence de Celluloïd / Mélodie

## Personnel
- Gabriel Yacoub (guitare, voix, mandoloncelle)
- Marie Yacoub (voix)
- Michel Hindenoch (voix)
- Bernard Blanc (cornemuse, vielle à roue)
- Barry Dransfield (violon)
- Jean Blanchard (cornemuse, accordéon diatonique)
- Hugues de Courson (harmonium)